# Federación Tunecina de Fútbol
La Federación Tunecina de Fútbol (en árabe: الجامعة التونسية لكرة القدم‎, en francés: Fédération Tunisienne de Football; abreviado FTF) es el organismo rector del fútbol en Túnez, con sede en la ciudad de Túnez. Fue fundada el 29 de marzo de 1956 y desde 1960 es miembro de la FIFA y la CAF. Organiza el campeonato de Liga y de Copa, así como los partidos de la selección nacional en sus distintas categorías.

## Presidentes
| - 1956-1962: Chedly Zouiten - 1962-1964: Mohamed Mzali - 1964-1965: Fouad Mebazaa - 1965-1968: Sadok Es-Soussi - 1968-1969: Béji Mestiri - 1969-1971: Ahmed Zouiten - 1971-1971: Fathi Zouhir - 1971-1972: Hédi Annabi - 1972-1975: Béji Mestiri - 1975-1976: Abdelhamid Escheikh | - 1976-1980: Slim Aloulou - 1980-1982: Ahmed Sahnoun - 1982-1983: Moncef Foudhaili - 1983-1986: Saleh Ben Jannet - 1986-1989: Slim Aloulou - 1989-1990: Abdelwaheb Jemal - 1990-1993: Moncef Cherif - 1993-1994: Moncef Foudhaili - 1994-1996: Raouf Najar - 1996-1997: Younes Chetali | - 2000-2001: Khaled Sanchou - 2001-2002: Aboulhassen Fekih - 2002-2006: Hammouda Ben Ammar - 2006-2007: Ali Labiadh - 2007-2008: Tahar Sioud - 2008-2010: Kamel Ben Amor - 2010-2011: Ali Hafsi Jeddi - 2011-2012: Anouar Haddad - 2012-2023: Wadii Jari |